# Stumme Violine
Eine stumme Violine ist eine Violine ohne Resonanzkörper. Der Name stammt von der englischen Bezeichnung „silent violin“, welche von Ausnahmen abgesehen (s. u. Vorläufer, Laurie Anderson) bzw. erst später maßgeblich vom Hersteller Yamaha geprägt wurde, weshalb fast ausschließlich diese Silent-Instrumente starke Verbreitung gefunden haben. Die Yamaha Corporation stellte die Silent Violin 1997 nach dem Silent Piano, dem Silent Grand Piano und vor dem Silent Cello, der Silent Guitar und der Silent Viola vor. Wie bei einer E-Geige kann dem Musiker mit Hilfe von Tonabnehmer und Kopfhörer die Klangfülle einer herkömmlichen Violine verschafft werden, so auch Halleffekte und Konzertsaalakustik.
Der breiten Öffentlichkeit bekannt wurden stumme Violinen durch die Gruppe bond, die mittels der Yamaha-Bauart dieser Violinen und Celli mit modernisierten, tempobeschleunigten Umsetzungen klassischer Kompositionen Anfang der 2000er Jahre sehr erfolgreich war.
Diese sogenannten Leichtbauviolinen wurden in der Vergangenheit und werden auch noch heute in verschiedenen Formen und mit ausgesuchten Materialien als Prototyp oder in Kleinserie hergestellt.

## Silent-Instrumente
Die Silent-Instrumente finden ihren Ausgangspunkt in den klassischen Instrumenten der E-Musik, wobei die grundlegende Idee und Technik dieser Instrumente darin besteht, den ursprünglich gut hörbaren musikalischen Vortrag sehr stark abzudämpfen, z. T. durch instrumentenbauliche Maßnahmen herbeigeführt, wie etwa starke Veränderungen am Resonanzkörper bis hin zu seiner gänzlichen Weglassung und Hinzufügung elektro-akustischer Tonabnehmer. Sie können so die erzeugten Klänge direkt dem Spieler, üblicherweise über Kopfhörer, zuführen und nur diesem hörbar machen. Ein sehr bekanntes Beispiel ist die stumme Violine, bei welcher die Verstärkertechnik den Resonanzkörper ersetzt. Echte, nur dieser Kategorie zuzuzählenden Instrumente besitzen keinen Klang- bzw. Resonanzkörper. Sie gehören zur Gruppe der (z. T. mechanischen) stummen Übungsinstrumente.

## Silent-Instrumente und elektrisch verstärkte Musikinstrumente
Im Zuge ihres vermehrten Einsatzes innerhalb der U-Musik, meistens aufgrund ihrer schlanken und zunächst etwas befremdlichen aber auch neuartigen Optik konnten sie – nicht zuletzt dank der ihnen innewohnenden Technik – für den Instrumentalvortrag in großen Sälen bzw. Hallen gleichrangig zur E-Gitarre oder dem E-Bass und zur mit Mikrophon verstärkten menschlichen Stimme eingesetzt werden.
Daneben findet sich in zahlreichen Musikbeiträgen (meist Fernseh- oder Livedarbietungen) der Einsatz klassischer Instrumente, welche jedoch nur zusätzlich mit Verstärkertechnik ausgerüstet wurden (wie etwa das temporäre Anbringen eines elektrischen Tonabnehmers bei einer Akustikgitarre); letztere sind nicht den Silent-Instrumenten zuzurechnen, da sie vorgängig für den nicht-elektrisch verstärkten Musikvortrag vorgesehen und für eine dem Silent-Instrument eigenen volle Klangdämpfung ungeeignet sind. Ein gutes Beispiel für ein Musikinstrument, das sowohl die Grundidee und die Möglichkeiten der „Silent“-Idee verkörpert, ist das Silent-Piano von Yamaha, welches gleichermaßen für den nicht elektrisch verstärkten (also rein akustischen) Vortrag, als Silent-Instrument (im Privathaushalt) und als ein Instrument für die Studioaufnahme (weil den Klang eines Konzertflügels imitierend und die Mikrophonaufstellung wesentlich vereinfachend) geeignet erscheint.

## Vorläufer
Für die Silent-Instrumente gibt es auch rein analoge Vorläufer, welche entweder mit Mitteln der mechanischen Dämpfung (z. B. Trompetendämpfer (Silent Brass), in Klaviere eingebaute Filzdämpfer) oder bei Tasteninstrumenten mit der vollständigen Abkoppelung von Tastatur und klangerzeugender Mechanik arbeiten (z. B. Virgil Practise Pianos u. a.) allgemein auch als stumme Klaviaturen bekannt.
Laurie Anderson hatte mit ihrem Album Home of the Brave einen neonleuchtenden Streichbogen zusammen mit einem der Silent Violin ähnlichen, jedoch von ihr selbst einige Jahre vor Yamaha entwickelten Instruments schlanker Form, erstmals 1986 eingesetzt. Die schlanke Form dieses Instruments wurde durch die vollständige Weglassung des Resonanzkörpers bzw. unter der Verwendung eines mit Violinsaiten, Griffbrett und Kinnhalter und für die Spielbarkeit entsprechend verlängerten Geigenhalses möglich. Dieses Instrument transformierte sie mittels Gitarrentonabnehmer zu einer Art E-Geige und verlieh damit ihrer gleichnamigen Multimediashow ein damals innovatives Element.